# Eulechria electrodes
Eulechria electrodes là một loài bướm đêm thuộc họ Oecophoridae. Nó được tìm thấy ở Lãnh thổ Thủ đô Úc, New South Wales, Queensland và Victoria.

## Hình ảnh

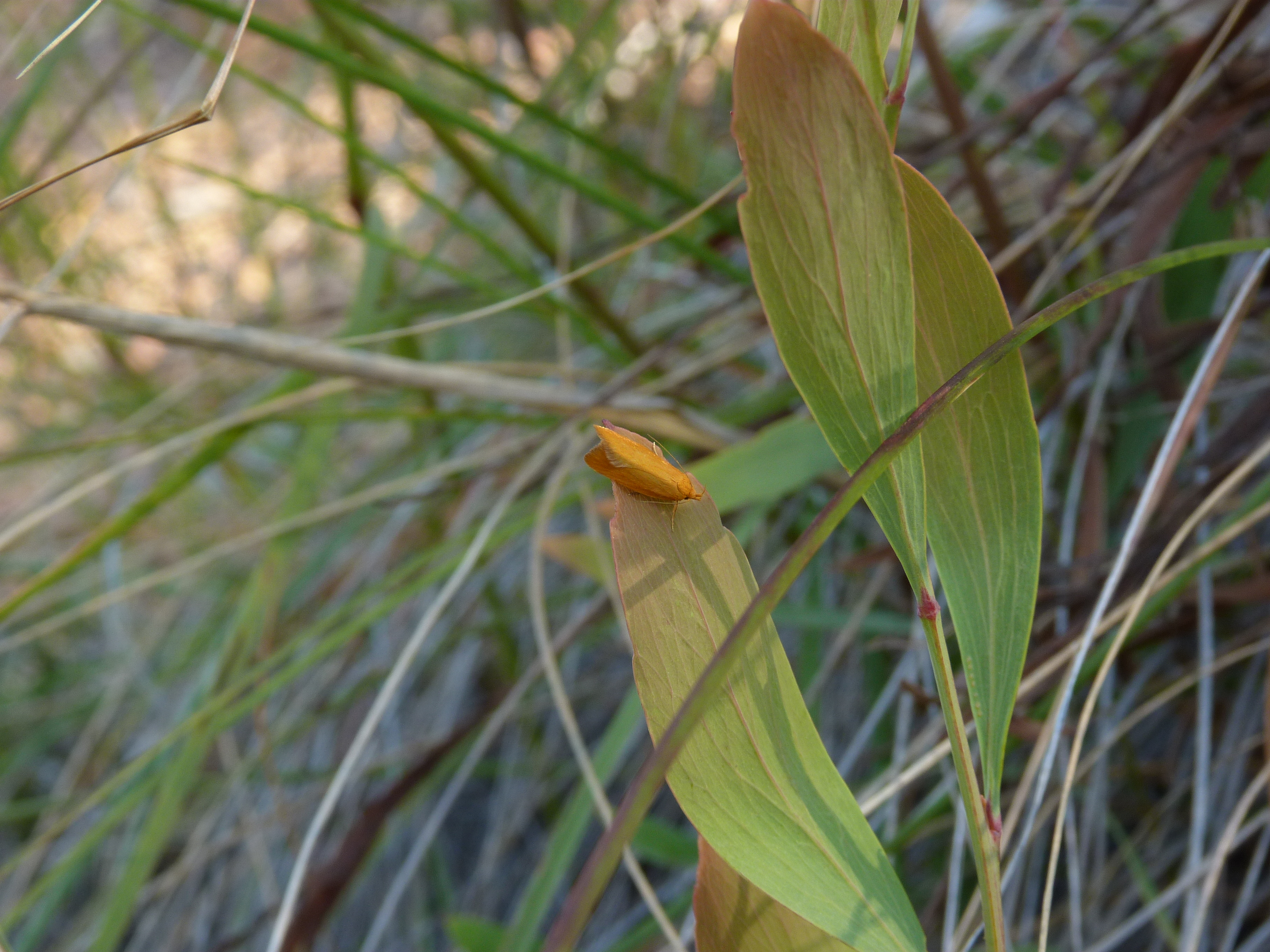